# Gogu Puiu
Gogu Puiu (n. 17 ianuarie 1918, Ano Grammatiko, Pella⁠(d), Macedonia și Tracia⁠(d), Grecia – d. 19 iulie 1948, Cobadin, Constanța, România) a fost un legionar si luptător aromân anticomunist din România, fiind unul din conducătorii organizației „Haiducii Dobrogei”, alături de frații Fudulea (Nicolae Fudulea și Dumitru Fudulea) și Nicolae Ciolacu.